# The Smithereens
The Smithereens är ett rockband från Carteret i New Jersey, USA. Bandet består av medlemmarna Pat DiNizio, Jim Babjak, Severo "The Thrilla" Jornacion och Dennis Diken och grundades 1980. Namnet på bandet kommer från seriefiguren Råbarkar-Sams kända uttryck: "Varmint, I'm a-gonna blow you to smithereens!". De släppte sitt första album Especially for You 1986 via skivbolagen Capitol/Enigma. Albumen som följde var Green Thoughts (1988), 11 (1989), Blow Up (1991), A Date with The Smithereens (1994), God Save The Smithereens (1999) och 2011 (2011). Utöver dessa har bandet släppt EP-skivorna Girls About Town (1980) och Beauty and Sadness (1983), coveralbumen Meet The Smithereens! (2007) och The Smithereens Play Tommy (2009) samt livealbumet Live at the Court: Greatest Hits and More (2008). The Smithereens var inspiration för Nirvanas Kurt Cobain under tiden han arbetade med albumet Nevermind.

## Medlemmar
Nuvarande medlemmar
- Jim Babjak – sologitarr, sång (1980– )
- Dennis Diken – trummor, percussion, bakgrundssång (1980– )
- Mike Mesaros – basgitarr, bakgrundssång (1980-2005, 2016, 2017– )

Tidigare medlemmar
- Pat DiNizio – sång, rytmgitarr (1980–2017)
- Severo "The Thrilla" Jornacion – basgitarr, bakgrundssång (2005–2017)